# Université Mzumbe
L'université Mzumbe (en anglais : Mzumbe University) est une université tanzanienne établie à 25 kilomètres au sud-ouest de Morogoro.

## Historique
L'établissement a été fondée en 2007.